# Blue treasure
「Blue treasure」（ブルー・トレジャー）は、栗林みな実の8枚目のシングル。2005年8月24日にLantisから発売された。

## 概要
- 表題曲「Blue treasure」は、テレビ朝日系アニメ『タイドライン・ブルー』のオープニングテーマ。

## 収録曲
全作詞・作曲：栗林みな実
1. Blue treasure [4:11]
編曲：飯塚昌明
2. 人魚姫 [4:17]
編曲：大久保薫
3. Blue treasure (off vocal)
4. 人魚姫 (off vocal)

## 収録アルバム
| 曲名          | 収録アルバム                          |
| ------------- | ------------------------------------- |
| Blue treasure | 『passage』（2006年4月26日）          |
| Blue treasure | 『stories』（2011年8月3日）           |
| 人魚姫        | 『fantastic arrow』（2006年12月21日） |